# 金尾光鰓魚
金尾光鰓魚（學名：Chromis xouthos），又稱金尾光鰓雀鯛，是輻鰭魚綱鱸形目雀鯛科光鰓魚屬的其中一種，分布於印度洋馬爾地夫、安達曼海海域，深度12至50公尺，本魚體呈卵圓形且側扁，體金棕色，尾鰭淡黃色，腹鰭淡藍灰色，背鰭硬棘13枚、背鰭軟條12枚、臀鰭硬棘2枚、臀鰭軟條11-12枚，體長可達9.2公分，棲息在陡峭的且有遮蔽的珊瑚礁，以浮游生物為食，繁殖期時成對出現，雄魚會守護卵直到孵化，生活習性不明。